# Col du Mont-Cenis
De Col du Mont-Cenis (Italiaans Colle del Moncenisio) is een bergpas door het Mont-Cenismassief in de Alpen. Hij verbindt de Maurienne-vallei in Frankrijk met de Valle di Susa in Italië. 
De 2085 meter hoge pas is de op drie na hoogste bergpas tussen Frankrijk en Italië waar een rijweg over gaat, en een van de meest gemakkelijke om te berijden.  
Vlak ten oosten van de pas ligt een depressie waarin een meer lag. Door de aanleg van een stuwdam is dat natuurlijke meer uitgegroeid tot een groot stuwmeer: het Lac du Mont-Cenis. Vanuit het meer loopt een beek, de Cenise of Cenisio, in de richting van Italië.   
In tegenstelling tot veel grensovergangen in de bergen loopt de grens niet door de waterscheiding aan de pas, maar een paar kilometer bergafwaarts aan de oostzijde, zodat de pas zelf en het nabijgelegen stuwmeer volledig op Frans grondgebied liggen (sinds 2017 op het grondgebied van de nieuwe gemeente Val-Cenis).  De nabijgelegen Col du Petit Mont-Cenis is hoger (2183 m), maar kan enkel te voet worden bereikt. Tussen beide passen ligt het Signal du Petit Mont-Cenis.  
De pas maakt in de winter deel uit van het skigebied van Val Cenis Vanoise en is ongeveer 6 maanden per jaar afgesloten voor verkeer. 

## Geschiedenis
De bergpas lijkt pas vrij laat voor menselijk verkeer te zijn gebruikt. Lange tijd is vermoed dat het leger van Hannibal in 218 v. Chr. langs hier de Alpen is overgestoken tijdens de Tweede Punische Oorlog. Hiervoor ontbreekt echter elk bewijs en de bovendien heeft men bij het oversteken van de pas geen zicht op de Povlakte, iets wat bij de tocht van Hannibal wel het geval zou zijn geweest.  
Hoe dan ook was de Mont-Cenis geen belangrijke verbindingsweg in de Oudheid. De Romeinen maakten voor hun verbindingen vooral gebruik van de Kleine Sint-Bernhardpas en ook van de Montgenèvrepas, die eveneens naar het dal van Susa loopt. 
Pas in de vroege Middeleeuwen, onder de Karolingen, lijkt de pas belang te hebben gekregen. Zowel de Frankische koning Pepijn de Korte als zijn zoon keizer Karel de Grote hebben hem gebruikt om Italië te bereiken. In de 9de eeuw werd bovenaan de pas een hospitium voor reizigers aangelegd. Keizer Karel de Kale, de kleinzoon van Karel de Grote, overleed in 877 in de Maurienne, vlak nadat hij de pas had overgestoken. De pas ontwikkelde zich toen tot een van de belangrijkste verbindingen over de Alpen.   
De weg over de Mont-Cenis is in de loop der tijden een paar keer gewijzigd. Het huidige tracé werd aangelegd tussen 1802 en 1805 in opdracht van Napoleon (die er zelf een paar keer van gebruik heeft gemaakt). De weghelling werd nergens hoger dan 7 %, wat het vervoer van kanonnen mogelijk maakte.
Eeuwenlang behoorde de Col du Mont-Cenis als deel van de Maurienne tot het graafschap, later hertogdom Savoye, dat profijt trok uit de belangrijke verbindingsweg. Toen Savoye in 1860 definitief bij Frankrijk kwam, vormde de pas de grens tussen Frankrijk en het nieuwe Koninkrijk Italië. In 1868 werd een spoorweg over de pas geopend, die al na drie jaar buiten gebruik raakte toen de Fréjustunnel onder de Mont-Cenis in dienst werd genomen.
Na de Tweede Wereldoorlog stond Italië bij de Vrede van Parijs een gebied van 81,79 km2 bij de pas aan Frankrijk af, zodat de Col du Mont-Cenis volledig in Frankrijk kwam te leggen. Op het nieuwe Franse grondgebied werd een stuwdam aangelegd, waardoor in 1968 het huidige stuwmeer ontstond. Het vroegere hospitium is helemaal onder water verdwenen. 
Door de opening van de Fréjustunnel voor wegverkeer in 1980 (de autosnelweg A43 gaat via deze tunnel vanaf Modane in Frankrijk naar Bardonecchia in Italië) wordt deze pas minder intensief gebruikt. De plek is nu vooral een toeristische bestemming. In de zomer is hij erg in trek bij motorrijders.

## Sport
De Col du Mont-Cenis werd vijf keer gepasseerd tijdens de wielerkoers Ronde van Frankrijk. Als eerste werd de top gepasseerd door:
- 1949 :  Pierre Tacca
- 1956 :  Federico Bahamontes
- 1961 :  Manuel Busto
- 1992 :  Claudio Chiappucci
- 1999 :  Dimitri Konyshev

## Foto's

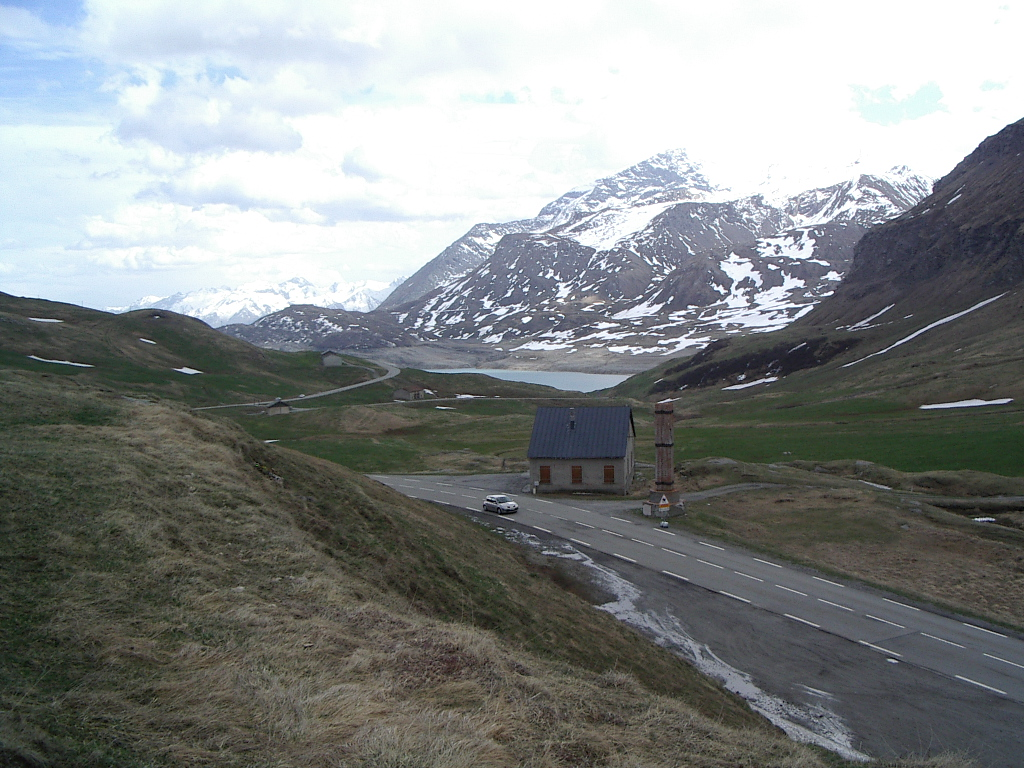
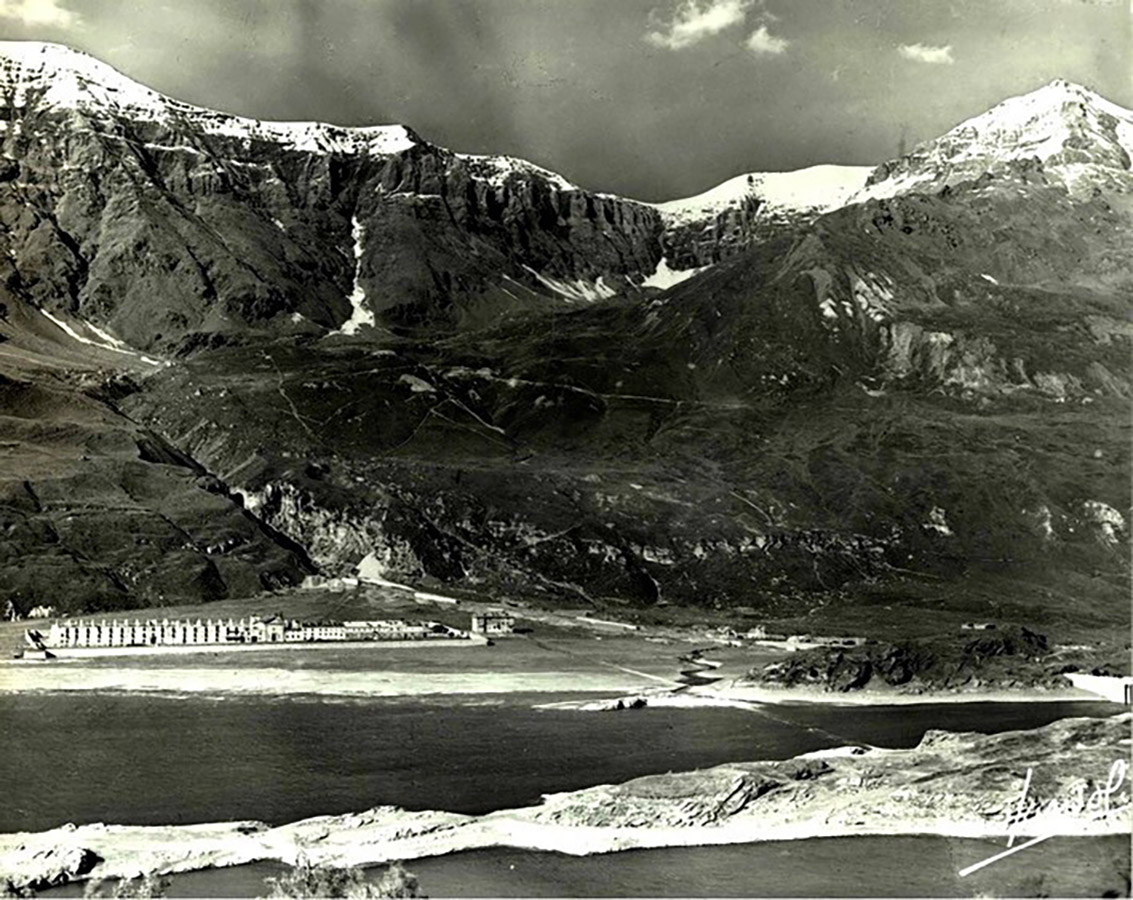
Het hospice van de Mont Cenis voor het onder water verdween in het meer van de Mont Cenis
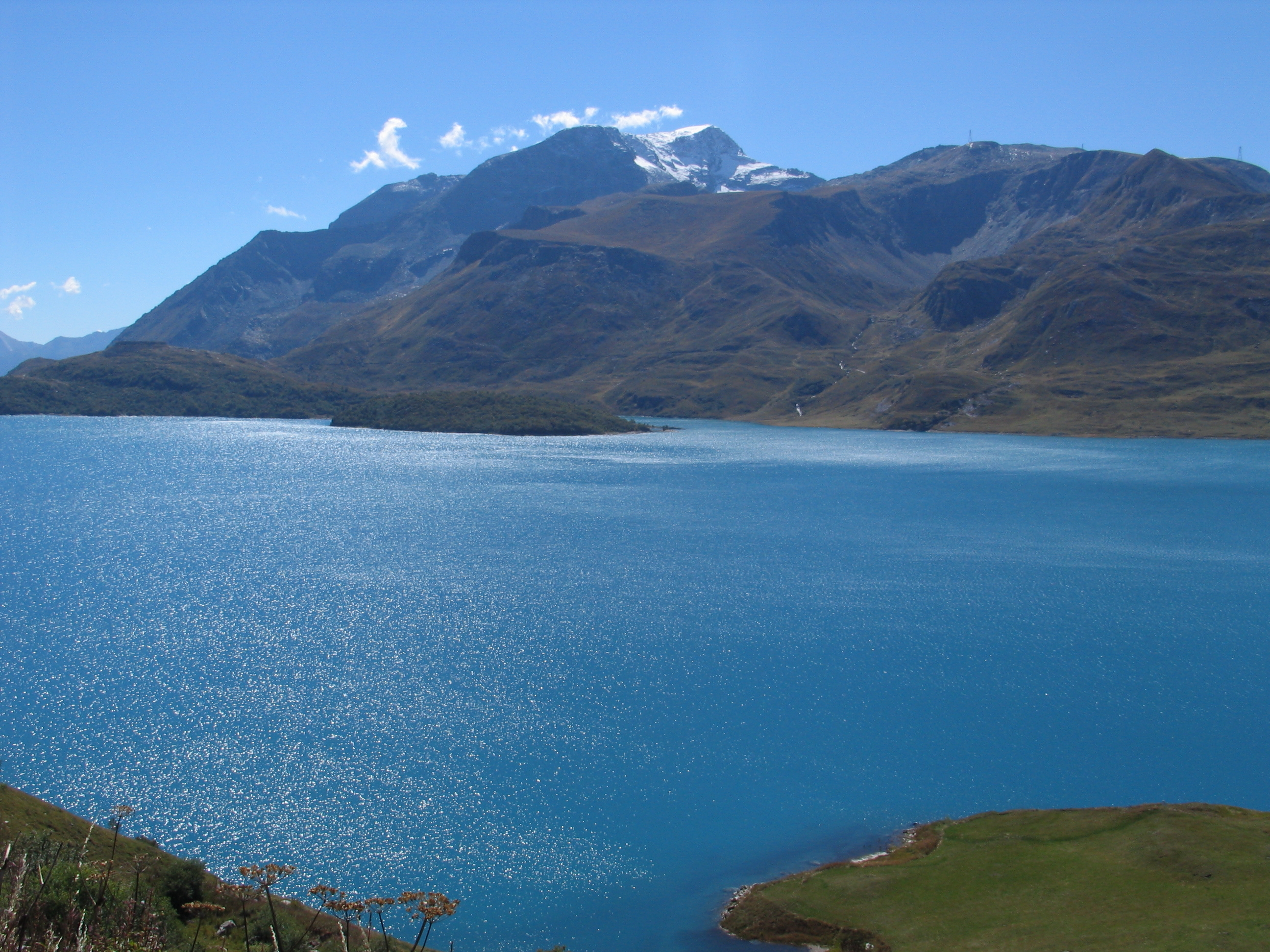
Zicht op het meer van de Mont Cenis vanaf de col. In de verte is de Mont Giusalet (3312 m) zichtbaar en zijn gletsjer
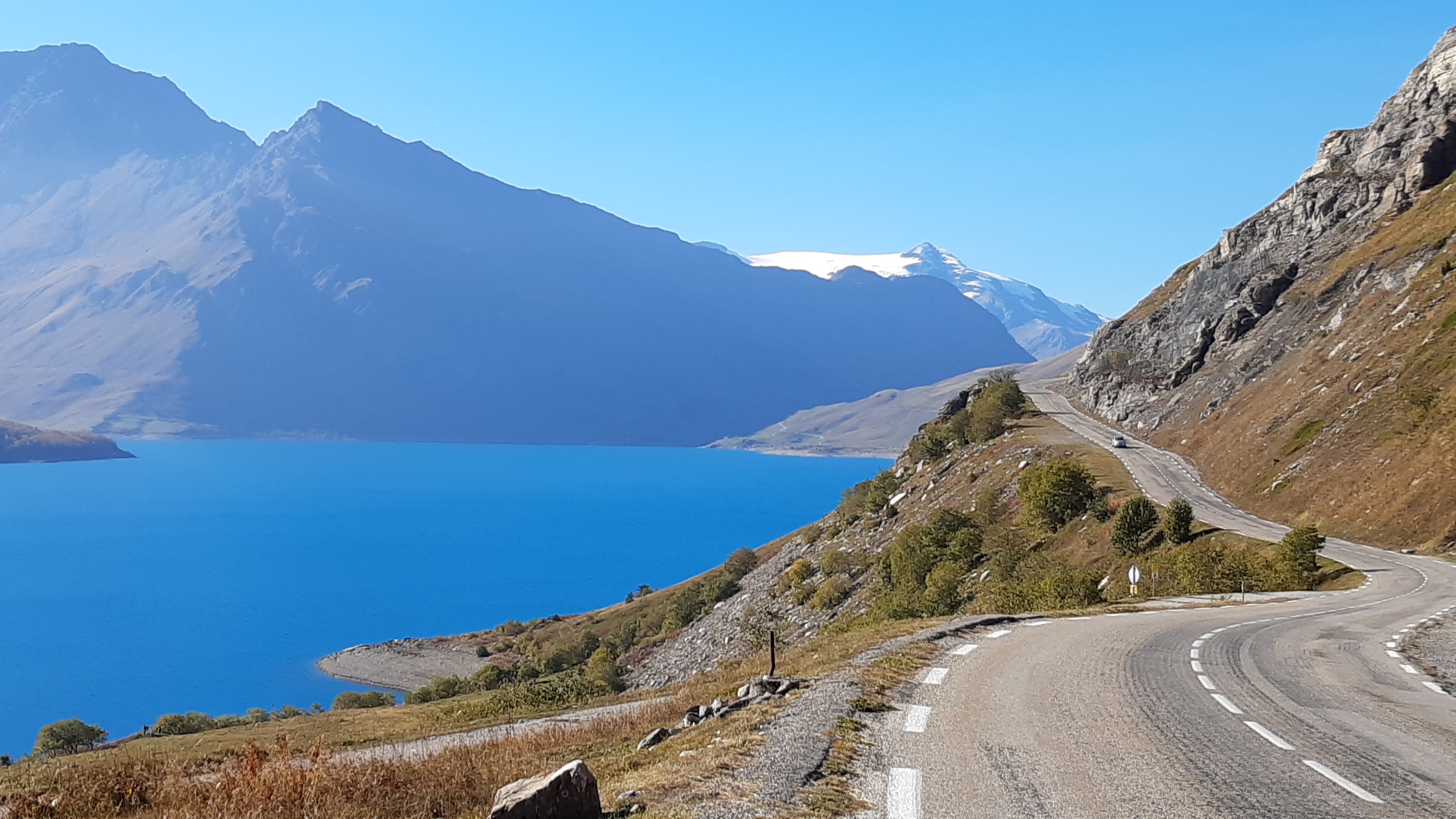
Naast het hoog gelegen stuwmeer ligt deze geasfalteerde weg.